# Look Boden
Look Boden, geboren als Lodewijk Johannes Boden (Dordrecht, 15 april 1947), is een Nederlands ex-diskjockey en ondernemer. Met zijn 19 jaar was hij in 1966 de jongste diskjockey van Nederland. Hij presenteerde diverse programma's bij de toenmalige zeezenders Radio Dolfijn en Radio 227.
Boden werd in eerste instantie ontdekt door programmaleider Hans Oosterhof van Radio Veronica (zeezender). Deze nodigde hem uit om voor zijn radio-uitzendingen met jonge artiesten, opnames te maken. Hierdoor werd hij ook door Phonogram Records gevraagd opnames van bekende artiesten op te nemen. Na twee jaar kreeg hij de kans diskjockey bij Radio Veronica te worden, maar vanwege een studie aan het Conservatorium in Rotterdam (samen met o.a. Hans Vermeulen, de latere voorman van Sandy Coast zag hij daar van af.
Look Boden werd later ondernemer. Hij is vader van o.a. kunstenaar Look J. Boden.